# Hugo von Gahlen (Unternehmer, 1860)
Eugen Heinrich Hugo Wilhelm von Gahlen (* 13. Januar 1860 in Düsseldorf; † 1933) war ein deutscher Unternehmer.

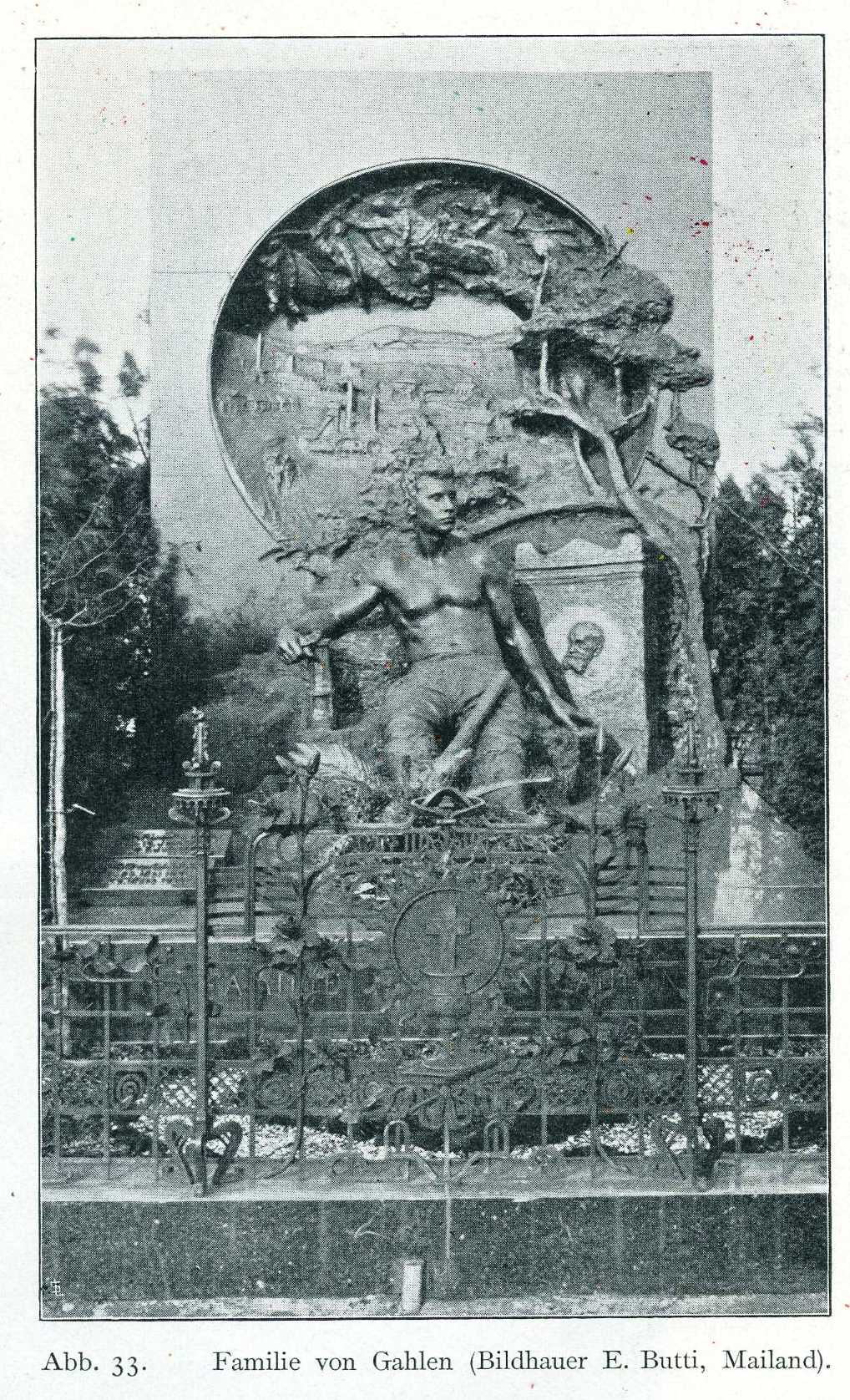
Grabmal der Familie von Gahlen auf dem Nordfriedhof (um 1900)

Er war der einzige Sohn des Unternehmers und Bergwerksbesitzers Hugo von Gahlen und dessen Frau Pauline von Gahlen geb. Schorr. Er besuchte Gymnasien in Düsseldorf und Kassel. Im Frühjahr 1877 trat er als Seekadett in die Kaiserliche Marine ein. Die erfolgreiche militärische Laufbahn beendete er 1884, um als einziger Sohn seines Vaters in dessen Geschäfte einzutreten. Seine Ehefrau Angelika entstammte der Industriellen-Familie Waldthausen in Essen, wo auch sein Vater geboren war. Einziges Kind des Ehepaars war die Tochter Herta, später verheiratete Berghes.
Hugo von Gahlen hatte Mandate in zahlreichen Aufsichtsräten bedeutender Unternehmen in den Branchen Bergbau, Maschinenbau und Bankwesen, die überwiegend im rheinisch-westfälischen Industriegebiet aktiv waren. Er verfügte um 1910 über ein Vermögen zwischen 9 und 10 Millionen Mark und unterstützte 1912 die Gründung des Industrieclubs Düsseldorf.
Von Gahlen war Fideikommiss-Eigentümer des Gutes Bergfeld in der Vulkaneifel, wo er 1900 auf einem Plateau im sogenannten Franzosenwald das Schloss Bergfeld als Jagdschloss nach Entwurf des Düsseldorfer Architekten Max Wöhler erbauen ließ. Das Gebäude wurde 1911 erweitert, um es zeitweilig als Familienwohnsitz nutzen zu können. In Düsseldorf lebte die Familie in einem Stadtpalais, Königsallee 55.

## Auszeichnungen
- 9. Juli 1909 Verleihung des Ehrenkreuzes des großherzoglich hessischen Verdienstordens Philipps des Großmütigen[2]
- königlich preußischer Kronen-Orden III. Klasse (vor 1919)